# ジョン・ブレット
ジョン・ブレット（John Brett ARA、1831年12月8日 - 1902年1月7日）は、イギリスの画家である。おもに風景画を描いた。ラファエル前派と近い関係にあった美術評論家のジョン・ラスキン(1819-1900)らと親しかった。

## 略歴
サリー州のBletchingleyで陸軍士官の息子に生まれた。姉のローザ・ブレット(Rosa Brett: 1829-1882)も画家になった 。父親の任地のダブリンで育った。1851年から風景画家のジェームズ・ダフィールド・ハーディング(James Duffield Harding: 1798-1863)やリチャード・レッドグレイヴ(Richard Redgrave: 1804-1888)に学んだ。1853年にロイヤル・アカデミー・オブ・アーツの美術学校に入学するが、ジョン・ラスキンやウィリアム・ホルマン・ハント(1827-1910)と知り合い、その思想に影響を受けた。1858年にアカデミーの展覧会に出展した代表作とされる「石割人夫工(The Stonebreaker)」を出展し、ラスキンに絶賛された。1859年にはラスキンの支援を受けて、アルプス山中のイタリアの地域、ヴァッレ・ダオスタを訪れ、山岳風景を描いた「The Val d'Aosta」を出展した。この作品もラスキンに賞賛されて、ラスキンに購入されたが、そのほかの批評家の評価は高くなかった。ラスキンのお気に入りの画家で主にスイスの風景を描いていた画家のジョン・インチボールド(John William Inchbold: 1830-1888)からも影響を受けた。
1890年にラスキンやウィリアム・モリスに影響を受けた芸術家たちが結成した「アート・ワーカーズ・ギルド(Art Workers' Guild)」の創立会員になった。1881年にロイヤル・アカデミー・オブ・アーツの準会員に選ばれたが、正会員に選ばれることはなかった。
その後もイタリアなどに旅し、風景画を描き、晩年は12人乗りの大型ヨットを所有し、地中海を旅し、海洋画や港の風景を描いた。
熱心な天文学愛好家であり、1871年に王立天文学会のフェローに選ばれ、自宅に観測施設を作って天文観測をした。

## 作品

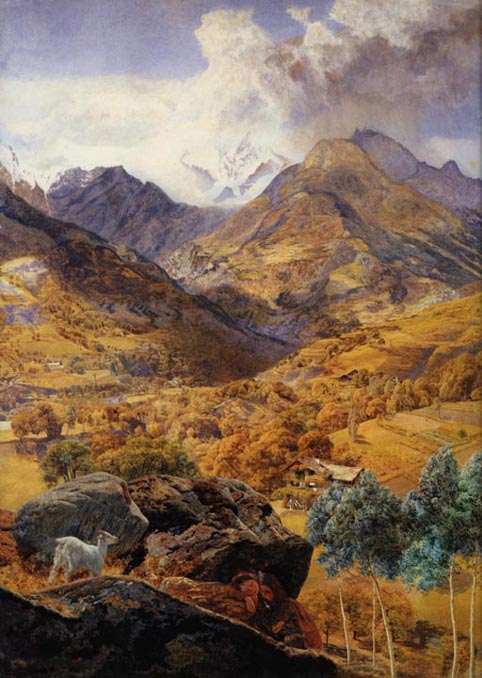
「The Val d'Aosta」(1858)
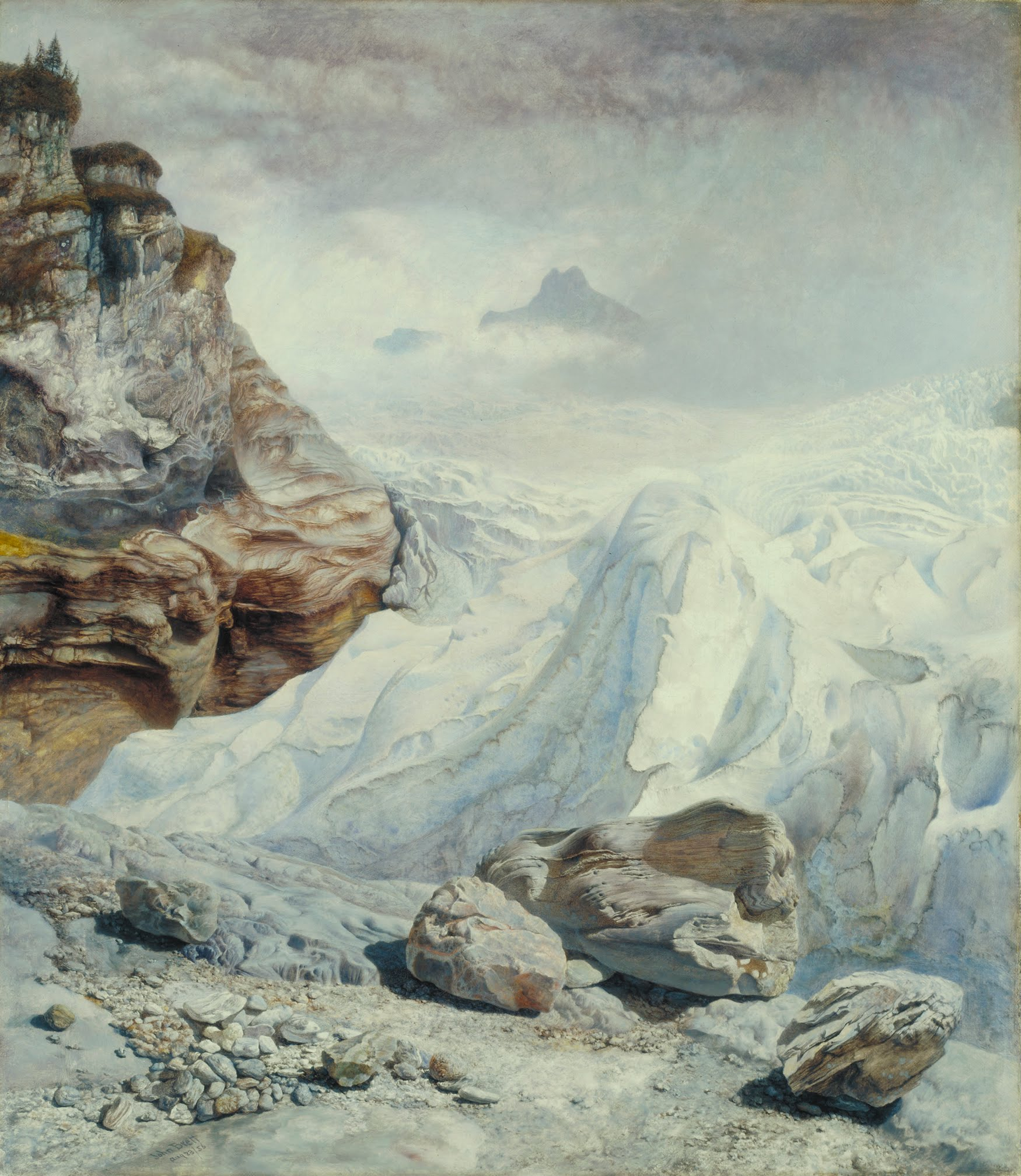
ローゼンラウイ氷河(1856) テート・ブリテン
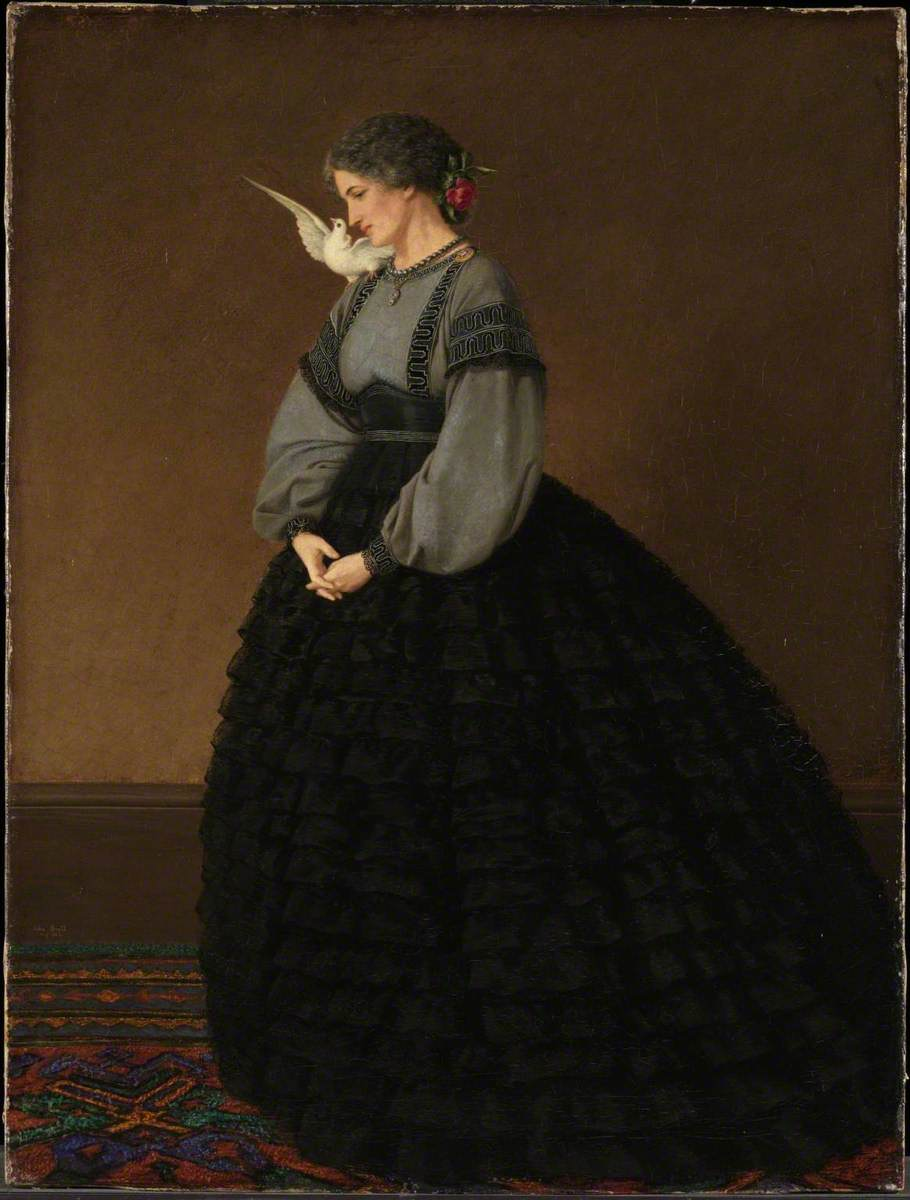
人物画 (1864)
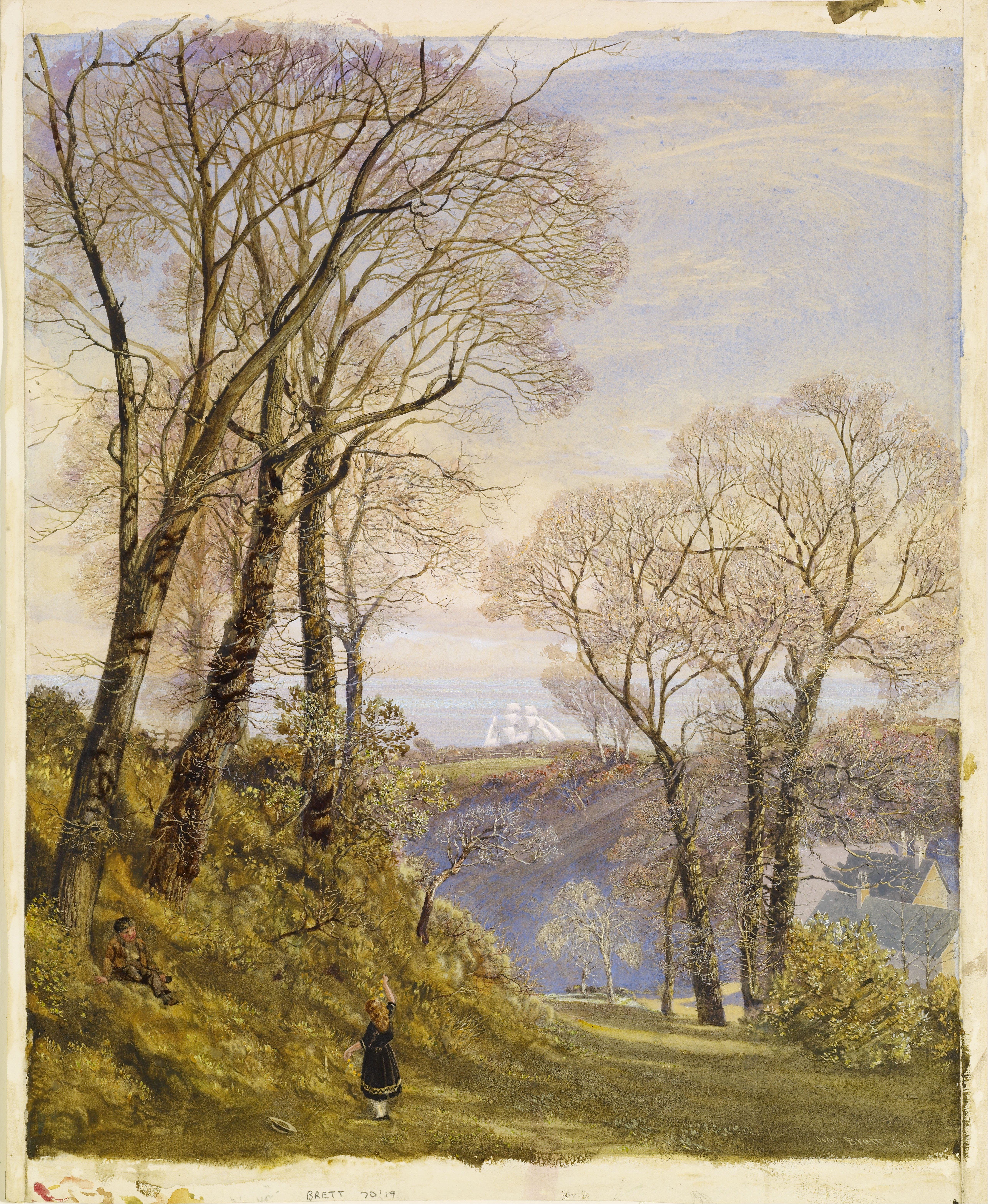
February in the Isle of Wight(水彩)(1866) バーミンガム美術館蔵